# Kallkällmyran
Kallkällmyran är ett naturreservat i Skellefteå kommun i Västerbottens län.
Området är naturskyddat sedan 2014 och är 88 hektar stort. Reservatet består av ett rikkärr och gransumpskog i väst. Guckusko växer här.